# Movimiento de los chalecos amarillos en Canadá
El movimiento de los chalecos amarillos en Canadá fue una serie de protestas inspiradas en las protestas de los chalecos amarillos que comenzaron en Francia en 2018. A diferencia de las protestas francesas de los chalecos amarillos en 2018 y 2019, la versión canadiense incorporó retórica xenófoba en sus mensajes, y han sido descritos como extremistas de primera línea, grupos de odio, y ultraderechistas.

## Descripción

### Objetivo
Según la página de Facebook de Yellow Vest Canada en diciembre de 2018, el mensaje del grupo consiste en el siguiente:

Este grupo es para protestar contra el IMPUESTO AL CARBONO y la traición de los políticos de nuestro país que tienen la audacia de vender la soberanía de NUESTRO país a la ONU globalista y sus políticas tiránicas. También estamos en contra de que el gobierno intente comprar a los medios en un año electoral y conspire con las empresas de redes sociales para censurar nuestra expresión. NO PODEMOS tener una sociedad libre y democrática a menos que TENGAMOS LIBERTAD DE EXPRESIÓN y la capacidad de expresarla tan lejos y ampliamente como queramos... Somos patriotas canadienses que nos negamos a permitir que este país siga el camino de la tiranía.

### Protestas notables
Entre las primeras protestas de los chalecos amarillos en el país se encontraban las de las provincias productoras de petróleo del oeste. El 15 de diciembre, cientos de manifestantes se reunieron en Calgary, donde se encuentra la sede de la industria petrolera más afectada. Los manifestantes expresaron su frustración con los gobiernos municipales, provinciales y nacionales. Protestaron contra el precio del carbono de abril de 2019 y contra el primer ministro Justin Trudeau. A mediados de enero de 2019, había alrededor de 100.000 miembros en su grupo de Facebook, «Yellow Vest Canada», según Canadian Press. Global News informó que las protestas de los chalecos amarillos en Canadá fueron impulsadas en gran medida por las redes sociales, particularmente Facebook, y que iban en contra de Trudeau y el respaldo del Pacto Mundial sobre Migración de las Naciones Unidas.
El gilets jaunes francés no incluyó la ira antiinmigratoria del Yellow Vest Canada. El 15 de diciembre, cientos de manifestantes de los chalecos amarillos se encontraron con contramanifestantes, algunos de los cuales también llevaban chalecos de alta visibilidad en el Edificio de la Legislatura de Alberta y el Ayuntamiento de Edmonton. Algunos manifestantes sostenían carteles a favor del oleoducto o en contra de la inmigración ilegal, mientras que los contramanifestantes los acusaban de racismo.
El 14 de febrero de 2019, la Red Canadiense Antiodio (CAHN) dijo que los primeros mensajes de Facebook de los Chalecos Amarillos Canadienses habían cambiado. Los miembros originales de Facebook se quejaron y «fueron rápidamente condenados al ostracismo y prohibidos». En un artículo de 2019, CAHN dijo que esto estaba en línea con una táctica de la }extrema derecha para cambiar la marca agregando "más quejas" como una forma de atraer y reclutar nuevos miembros. En su promoción de la protesta del 19 de enero en Medicine Hat, su organizadora, Tamara Lich, aclaró que querían una protesta pacífica y que el Servicio de Policía de Medicine Hat (MHPS) le había comunicado su apoyo. Lich dijo que las "peleas" en las protestas de Calgary y Edmonton con contramanifestantes no habían ocurrido en Medicine Hat. Expresó su preocupación por las publicaciones de la semana del 8 de enero en las páginas de Facebook y Twitter de Yellow Vest Canada que incluían amenazas de muerte contra el primer ministro Trudeau. Dijo que el grupo Yellow-Vest Medicine Hat había debatido cambiar su nombre a «Canadian Initiatives, Medicine Hat YV».
En diciembre de 2018, CBC News informó que los chalecos amarillos de Canadá no tenían los mismos objetivos que el movimiento francés. En una entrevista de prensa canadiense de enero de 2019, la embajadora de Canadá en Francia, Isabelle Hudon, también dijo que el movimiento canadiense no se parecía tanto a las protestas originales de los chalecos amarillos en Francia. Atrajeron multitudes mucho más pequeñas que las de Francia.